# Micropleustes lonigmanus
Micropleustes lonigmanus is een vlokreeftensoort uit de familie van de Pleustidae. De wetenschappelijke naam van de soort is voor het eerst geldig gepubliceerd in 1984 door Ishimaru.